# Manuel Hermenegildo Aguirre
 (mars 2025).
Manuel Hermenegildo de Aguirre Lajarrota (Buenos Aires, 1763 – id., 1843) était un avocat, homme d'affaires, économiste, homme politique et diplomate argentin.
Enrichi par le commerce, il fit ses débuts politiques dans les premiers gouvernements autonomes du Río de la Plata, issus de la révolution de Mai de 1810. D'abord de sensibilité unitaire, il exerça notamment la fonction de ministre des finances sous la présidence de Bernardino Rivadavia. Vers 1830, il pencha vers le camp adverse, puis, ayant fini par rallier pour de bon le parti fédéraliste, put une dernière fois jouer un rôle politique sous la présidence de Juan Ramón Balcarce en 1833.

## Biographie
Manuel Hermenegildo de Aguirre naquit à Buenos Aires en 1763, comme fils d'Agustín Casimiro de Aguirre Micheo et de la militante patriote María Josefa Lajarrota. Après qu'il eut obtinu son titre de docteur en droit à l'université de Chuquisaca, il revint à Buenos Aires en 1790 pour s'y vouer au commerce, et occupa quelques postes au cabildo de Buenos Aires. Il parvint à accumuler une richesse considérable, et prêta son appui financier et logistique à Martín de Álzaga lors des offensives britanniques contre le Río de la Plata de 1806 et 1807.
Il prit part au cabildo ouvert du 22 mai 1810 et soutint la révolution de Mai. Il se rallia à la loge lautarienne et fut député à l'assemblée de l'an XIII pour Buenos Aires. Ayant appuyé la dictature de Carlos María de Alvear, il fut contraint, à la chute de celui-ci, d'émigrer à Montevideo.
Revenu en 1817 à Buenos Aires, il se joignit au groupe de Pueyrredón et de Tagle. En 1818, il fut envoyé en mission à Washington, pour tenter d'y obtenir des vaisseaux de guerre en vue de la campagne de José de San Martín au Pérou, en plus d'emporter la reconnaissance de l'indépendance de l'Argentine et du Chili de la part des États-Unis. Il réussit en outre à obtenir quelques navires, équipements et munitions, et à recruter quelques capitaines pour l'escadre de libération.
Lors de la crise politique de 1820, il fut élu député provincial, au titre du parti ministériel, subséquemment parti unitaire. Dans les années qui suivirent, il fut ministre des finances du président Bernardino Rivadavia et président de la Banque nationale d'Argentine. Il figure comme l'un des principaux initiateurs du calamiteux emprunt par son pays à la banque Baring. À la chute de Rivadavia, il fut démis de ses fonctions et laissa derrière lui, aux soins du nouveau gouverneur Manuel Dorrego, des coffres de l'État vides. De retour à Buenos Aires après s'être réfugié quelque temps à Montevideo, il prêta un tiède appui à la révolution de Juan Lavalle de 1828, pour se distancier de lui à la suite de sa défaite dans la bataille de Puente de Márquez, en 1829.
Ultérieurement, il se joignit au parti fédéraliste dirigé par Juan Manuel de Rosas, et devint une nouvelle fois député et ministre des finances au service du gouverneur Balcarce.
Sa fortune, vaste à l'origine, s'amenuisa cependant dans son vieil âge, en raison notamment qu'il échoua à se muer de commerçant en éleveur.